# Lodoiska von Blum

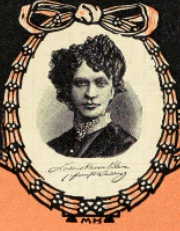
Lodoiska von Blum

Lodoiska von Blum (* 25. Dezember 1844 auf Schloss Caczevice in Kongresspolen; † 16. Februar 1927 in Hüfingen) war eine deutsche Schriftstellerin. Sie schrieb auch unter dem Pseudonym Ernst von Waldow.

## Leben
Blum wurde während einer Besuchsreise ihrer Mutter, die einem polnischen Adelsgeschlecht entstammt, auf Schloss Caczevice in Polen geboren. Ihr Vater war ein preußischer Offizier, war Rittmeister und hatte im Schillschen Freikorps gestanden. Blum zeigte früh ein Interesse für Musik, konnte ihr Musikstudium nach dem Tod des Vaters jedoch nicht fortsetzen und wandte sich dem Schreiben zu. Kurz vor der Hochzeit mit einem Freiherrn von Wolffersdorf verstarb ihr zukünftiger Gatte. Blum versuchte nun, mit dem Schreiben eigenständig Geld zu verdienen. Im Jahr 1869 zog sie von Berlin nach Wien um, wo sie bis 1882 lebte. Sie arbeitete hier als Feuilletonredakteurin bei der Neuen Freien Presse, in der auch ein Teil ihrer Novellen und Essays erschien. Von 1882 an lebte sie fast 40 Jahre aus Gesundheitsgründen in Venedig und veröffentlichte zahlreiche Romane, Theaterstücke, Erzählungen und Novellen. Zu ihrer Zeit war sie zudem ein „seltenes Beispiel einer weiblichen Verfasserin von Kriminalromanen“.
Ihre Werke wurden in mehrere Sprachen übersetzt und waren vor allem in Frankreich erfolgreich. Die dortige Kritik stellte sie um die Jahrhundertwende sogar „mit Viktor Hugo, George Sand, Daudet und anderen in eine Reihe“.
In einer Todesnotiz im Prager Tagblatt wurde berichtet, dass Blum zweiundachtzigjährig „völlig verarmt und vergessen“ in einem Altersheim in Hüfingen  bei Donaueschingen verstarb.

## Werke (Auswahl)

### Romane
- Die schwarze Käthe. Roman. 3 Bände. Herrosé, Wittenberg 1868.
- Die Teufelsburg. Roman. 3 Bände. Wedekind &b Schwieger, Berlin 1873.
- Das Sündenerbe. 3 Bände. Simon, Stuttgart 1874. (Digitalisat)
- Hildegard (1875)
- Das Geheimniß des rothen Thurmes. Roman. Brigl, Berlin 1879.
- Die Hexe von Wrostowa. Roman. Costenoble, Jena 1880.
- Ohne Fehl. Roman. Goldschmidt, Berlin 1885.
- Um Ehre und Leben. Roman aus Venedigs Vergangenheit. Meister, Werdau 1891.
- Tristan und Isolde. Roman aus der Gegenwart. Reissner, Dresden 1892.
- Die rote Locke. Kriminalroman. Verlag moderner Lektüre, Berlin 1899.
- Der gläserne Pantoffel. Kriminalroman. Hillger, Berlin/Eisenach/Leipzig 1905.
- In eigener Schlinge. Roman. Hillger, Berlin/Eisenach/Leipzig 1907.
- In der Ostmark. Roman. Costenoble, Jena 1912.
- Die Stiefmutter. Roman. Meister, Werdau 1921.

### Novellen und Erzählungen
- Gesammelte Novellen und Erzählungen. Oertel, Königsee 1875.
  - Band 1: Liebeszauber.
  - Band 2: Licht- und Schattenbilder aus dem Lebensbuche.
- Blaues Blut. Erzählung. Oertel, Königsee 1875.
- Falsche Ehre. Erzählung. Oertel, Königsee 1875.
- Ohne Geleit. Erzählung. Oertel, Königsee 1875.
- Hildegard. Novelle. Dege, Leipzig 1875.
- Ein Schrei. Novelle. Oertel, Königsee 1875.
- Das Kreuz am Wege. Novelle. Oertel, Königsee 1876.
- Eine romantische Liebesgeschichte. Friedrich, Leipzig 1876.
- Bon Voyage. Die Geschichte einer Brautfahrt. Oertel, Königsee 1875.
- Aus dem Leben der Armen. Erzählungen und Skizzen. Friedrich, Leipzig 1882.
- Der Erbonkel. Charakterbilder aus einer kleinen Stadt. Eine volkstümliche Erzählung. Sspamer, Leipzig 1882.
- Ein Doppelgänger. Kriminal-Novelle. Goldschmidt, Berlin 1886.
- Ein Dämon. Kriminal-Novelle. Goldschmidt, Berlin 1887.
- Durch Nacht zum Licht. Goldschmieds Töchterlein. 2 Novellen. Goldschmidt, Berlin 1888.
- Die Stieftochter (Novelle, 1891)
- Der Ehrenpunkt. Hillger, Berlin 1908. (Digitalisat)
- Die rothe Locke. Roman in zwei Bänden. Hartleben, Wien, ohne Jahr.

### Dramen
- Die Entführung Original-Lustspiel in 2 Aufzügen. Von Ernst Waldow. Friedrich., Breslau 1863.
- Eine Badereise (Lustspiel, ohne Jahr)[6]
- Maria von Ungarn (Trauerspiel, o. J.)[7]
- Eine romantische Dichterschule (Lustspiel, o. J)[8]
- Das Leben Neros (Lustspiel, o. J.)[9]
- Magdalena (Schauspiel, o. J.)[10]